# John Delaney
John Kevin Delaney, né le 16 avril 1963 à Wood-Ridge, est un homme politique américain, élu démocrate du Maryland à la Chambre des représentants des États-Unis de 2013 à 2017. Il quitte le Congrès pour devenir le premier démocrate officiellement candidat à l'élection présidentielle de 2020.

## Biographie
John Delaney est diplômé de Columbia en 1985 puis à Georgetown en 1988 et devient avocat. Il travaille dans la finance cofonde notamment Health Care Financial Partners et CapitalSource (en), des sociétés de prêts. Il acquiert une fortune estimée à plus de 50 millions de dollars en 2012 et devient un important donateur du Parti démocrate, levant par exemple 800 000 dollars pour la campagne présidentielle d'Hillary Clinton en 2008. Il est également le fondateur d'une association (Blueprint Maryland) visant à créer des emplois dans le Maryland où il réside.
En 2012, il se présente à la Chambre des représentants des États-Unis dans le 6e district du Maryland. Durant la primaire démocrate, il bat facilement le chef de la majorité au Sénat du Maryland Robert J. Garagiola, pourtant soutenu par l'establishment démocrate. Il profite notamment de l'absence de publicités diffusée par Garagiola. Lors de l'élection générale, il affronte le républicain sortant Roscoe Bartlett (en). La circonscription a été redécoupée en faveur des démocrates, en ajoutant une partie du comté de Montgomery à la Maryland Panhandle. Il est élu avec 58,8 % des voix contre 37,9 % pour le sortant.
Lors des élections de 2014, à la surprise de nombreux observateurs politiques, Delaney se retrouve dans une course serrée face au républicain Dan Bongino, ancien agent des services secrets. Il rassemble 49,7 % des suffrages contre 48,2 % pour Bongino. Mettant en avant son travail législatif bipartisan, il remporte un troisième mandat en 2016 avec 55,3 % des voix face à Amie Hoeber (40,9 %).
En juillet 2017, il devient le premier démocrate à annoncer officiellement sa candidature aux primaires démocrates en vue de l'élection présidentielle de 2020. 
Le 31 janvier 2020, John Delaney déclare sur Twitter qu'il délaisse sa candidature à l'élection présidentielle, disant que « clairement Dieu avait d'autres plans pour lui ». En mars, il annonce son soutien à Joe Biden.